# Одоевский, Пётр Семёнович
Пётр Семёнович Одо́евский (ум. 1547) — князь и воевода на службе у великих князей московских Ивана III Васильевича и Василия III Ивановича. Младший сын князя Семёна Юрьевича Одоевского.

## Биография
Около 1473 года вместе с братьями Иваном и Василием после смерти отца перешёл от службы Великому княжеству Литовскому на сторону Великого княжества Московского. И вместе с братьями участвовал в нападении на часть Одоева, принадлежащую их двоюродному брату Фёдору Ивановичу, который служил Литве. Это нападение было среди претензий литовских послов к Ивану III и, вероятно, осталось без последствий.
Участвовал в боевых действиях против Литвы и татар. В 1492 году послан Иваном III как воевода правой руки к Смоленску.
В 1499 году вместе с перемышльскими князьями и другими воеводами отражал набег татар у Козельска и участвовал в битве с ними. В 1507 году снова участвовал в походе к Смоленску. В мае 1508 года водил сторожевой полк на Смоленск в армии под командованием Я. З. Кошкина участвовал в походе на Литву против литовского воеводы князя М. Л. Глинского-Дородного. Его отряды приняли участие в стоянии русской и литовской ратей у слияния рек Орша и Днепр, позднее в разорении окрестностей Кричева и Мстиславля. Осенью под командованием князя Холмского водил полк правой руки к Вязьме и Дорогобужу, где сражались с войсками Великого гетмана Литовского Станислава Кишки.
В 1522 и 1523 году — воевода сторожевого полка против крымских татар за Окою.
Умер в 1547 году без потомства.